# Жерлан (коммуна)
Жерла́н (фр. Gerland) — коммуна во Франции, находится в регионе Бургундия. Департамент коммуны — Кот-д’Ор. Входит в состав кантона Нюи-Сен-Жорж. Округ коммуны — Бон.
Код INSEE коммуны — 21294.

## Население
Население коммуны на 2010 год составляло 411 человек.
| 1962 | 1968 | 1975 | 1982 | 1990 | 1999 | 2010 |
| ---- | ---- | ---- | ---- | ---- | ---- | ---- |
| 154  | 201  | 211  | 275  | 322  | 355  | 411  |

## Экономика
В 2010 году среди 280 человек трудоспособного возраста (15—64 лет) 210 были экономически активными, 70 — неактивными (показатель активности — 75,0 %, в 1999 году было 76,0 %). Из 210 активных жителей работали 201 человек (103 мужчины и 98 женщин), безработных было 9 (5 мужчин и 4 женщины). Среди 70 неактивных 23 человека были учениками или студентами, 34 — пенсионерами, 13 были неактивными по другим причинам.